# Tranvia di Detroit
La tranvia di Detroit, conosciuta anche come QLine (IPA: [kju laɪn]), è una tranvia che collega i quartieri di New Center e Downtown della città di Detroit, sviluppandosi lungo Woodward Avenue. È gestita dalla società francese Transdev.

## Storia
Nel dicembre 2011 il governo federale annunciò che non avrebbe finanziato la linea tranviaria M-1, prevedendo invece di destinare quei fondi per una rete di Bus Rapid Transit. Dopo la decisione, gli investitori privati che avevano supportato la M-1 comunicarono la loro intenzione di andare avanti con il progetto attraverso l'M-1 Rail Consortium. Il 18 gennaio 2013, il Dipartimento dei trasporti stanziò un finanziamento di 25 milioni di dollari per la linea M-1, successivamente denominata QLine dopo un accordo di sponsorizzazione con Quicken Loans.
I lavori di costruzione iniziarono il 28 luglio 2014 e la tranvia venne ufficialmente aperta al pubblico il 12 maggio 2017. La QLine rappresenta il ritorno del tram a Detroit dopo 61 anni; dal 1863 al 1956 la città era infatti dotata di un'estesa rete tranviaria poi dismessa, come in molte altre città statunitensi, a favore degli autobus.